# Astragalus lyallii
Astragalus lyallii är en ärtväxtart som beskrevs av Asa Gray. Astragalus lyallii ingår i släktet vedlar, och familjen ärtväxter. Inga underarter finns listade i Catalogue of Life.